# Szlak Ronalda Reagana
Szlak Ronalda Reagana – jest zbiorem dróg w centrum stanu Illinois, które łączą wioski i miasta, które były ważne dla prezydenta USA Ronalda Reagana. Szlak został przyjęty w 1999 roku przez zgromadzenie ogólne stanu Illinois, na pięć lat przed śmiercią Ronalda Reagana w czerwcu 2004 roku.

## Cele podróży
Cały szlak jest łączy się ze sobą przypominając trójkąt i charakteryzuje się następującymi odcinkami

### Monmouth – Eureka
Południowo-zachodni odcinek szlaku przebiega wzdłuż U.S. Route 34 z Monmouth, a następnie przez Interstate 74 na wschód do Galesburg. Następnie przebiega na wschód wzdłuż Interstate 74 do Peoria i na wschód wzdłuż U.S. Route 24 do Washington i Eureka. Podczas podróży wzdłuż tego odcinka szlaku można zobaczyć:
- Monmouth – Reagan żył w Monmouth w latach 1918–1919. W mieście jest osobna wystawa.
- Galesburg – Reagan uczęszczał do pierwszej klasy w Galesburg. Reagan również mieszkał w Galesburg.
- Washington – Reagan często tutaj się zatrzymywał podczas podróży do i z Eureka College.
- Eureka – Reagan uczęszczał do Eureka College, znajdującego się w mieście Eureka.

### Peoria – Tampico/Dixon
Wschodnia część szlaku rozpoczyna się U.S. Route 24 w Peoria i przebiega wzdłuż Illinois Route 29 północą do Bureau Junction. Następnie wzdłuż Illinois Route 26 do Ohio, gdzie rozgałęzia się do Tampico wzdłuż Illinois Route 92 i Dixon wzdłuż Illinois 26. TPodczas podróży wzdłuż tego odcinka szlaku można zobaczyć:
- Peoria Heights – Mieści dwie gościnne strony nie związane z Ronaldem Reaganem.
- Chillicothe – Dom bliskiego przyjaciela Reagana, George’a Taylora.
- Henry – Centrum dla odwiedzających i siedziba zarządzających szlakiem.
- Princeton – Cel podróży i częsty przystanek underground railroad.
- Ohio – Inne miejsce, gdzie często się zatrzymywał Reagan, kiedy podróżował do i ze szkoły.
- Tampico – Miejsce urodzenia Ronalda Reagana.
- Dixon – Dom dziecięcy Ronalda Reagana kiedy miał 9 lat. Znajduje się tutaj: The Dixon Historic Center, First Christian Church, Lowell Park, Wings of Peace and Freedom Park oraz the Ronald Reagan Boyhood Home National Historic Site.

### Princeton – Galesburg
U.S. Route 34 jedynie łączy Galesburg z Princeton, gdzie kończy się szlak.